# Sejm Rzeszy (Święte Cesarstwo Rzymskie)

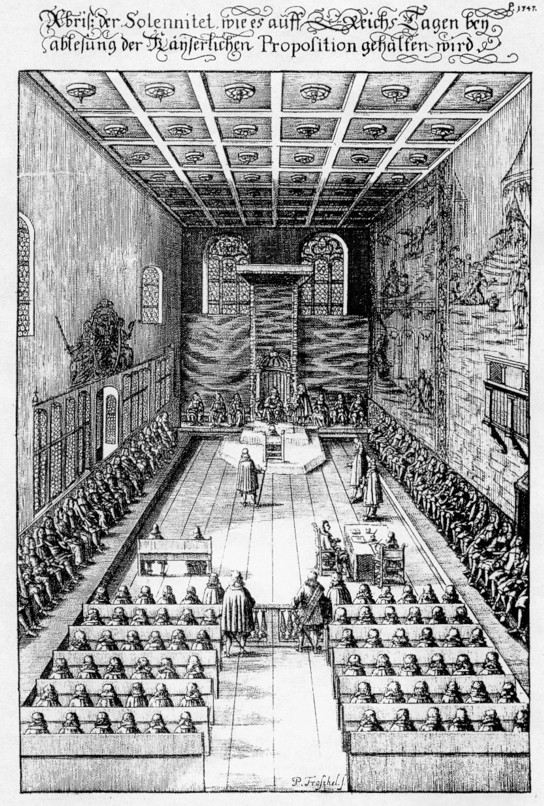
Obrady Sejmu Rzeszy w Ratyzbonie, 1676

Sejm Świętego Cesarstwa Rzymskiego, Sejm Rzeszy, Sejm Rzeski, (łac. Dieta Imperii lub Comitium Imperiale, niem. Reichstag) – najwyższy organ reprezentacji wasali cesarskich Świętego Cesarstwa Rzymskiego. Wywodził się bezpośrednio od zwoływanego przez władców niemieckich od X wieku Hoftagu (zjazdu nadwornego). W XV wieku zjazd ten przybrał ostateczną, ukształtowaną formę Sejmu. Od 1663 działał permanentnie jako Sejm Nieustający aż do końca istnienia I Rzeszy w 1806 r. Ostatni raz zebrał się jednak w 1803 r.

## Hoftag(Zjazd nadworny)
Początki Reichstagu wywodziły się z zebrań wasali i dworzan, organizowanych już za czasów Karolingów. Od 1180 w zjazdach uczestniczyli wszyscy książęta terytorialni. Hoftagi rozstrzygały o najważniejszych sprawach państwowych. Od końca XIII wieku zaczęto powoływać do Hoftagu przedstawicieli miast cesarskich, jednak bez prawa głosu. Hoftag nie miał uprawnień ustawodawczych – jego uchwała była wymagana w trzech sprawach:
- nałożenie podatków ogólnopaństwowych
- podjęcie przez króla wyprawy koronacyjnej do Rzymu
- powołanie książąt Rzeszy na wyprawę wojenną

Uczestnicy Hoftagu byli powoływani w drodze wyboru, lecz reprezentowali swoje osoby bądź terytoria, którymi rządzili. Na szczeblu lokalnym głównymi organami stanowymi były Zgromadzenia Stanowe, zwane Sejmami Krajowymi – Landtag.

## Reichstag(Sejm Rzeszy)
U schyłku XV wieku skrystalizował się skład Hoftagu, który przybrał formę – Sejmu Rzeszy – Reichstagu.

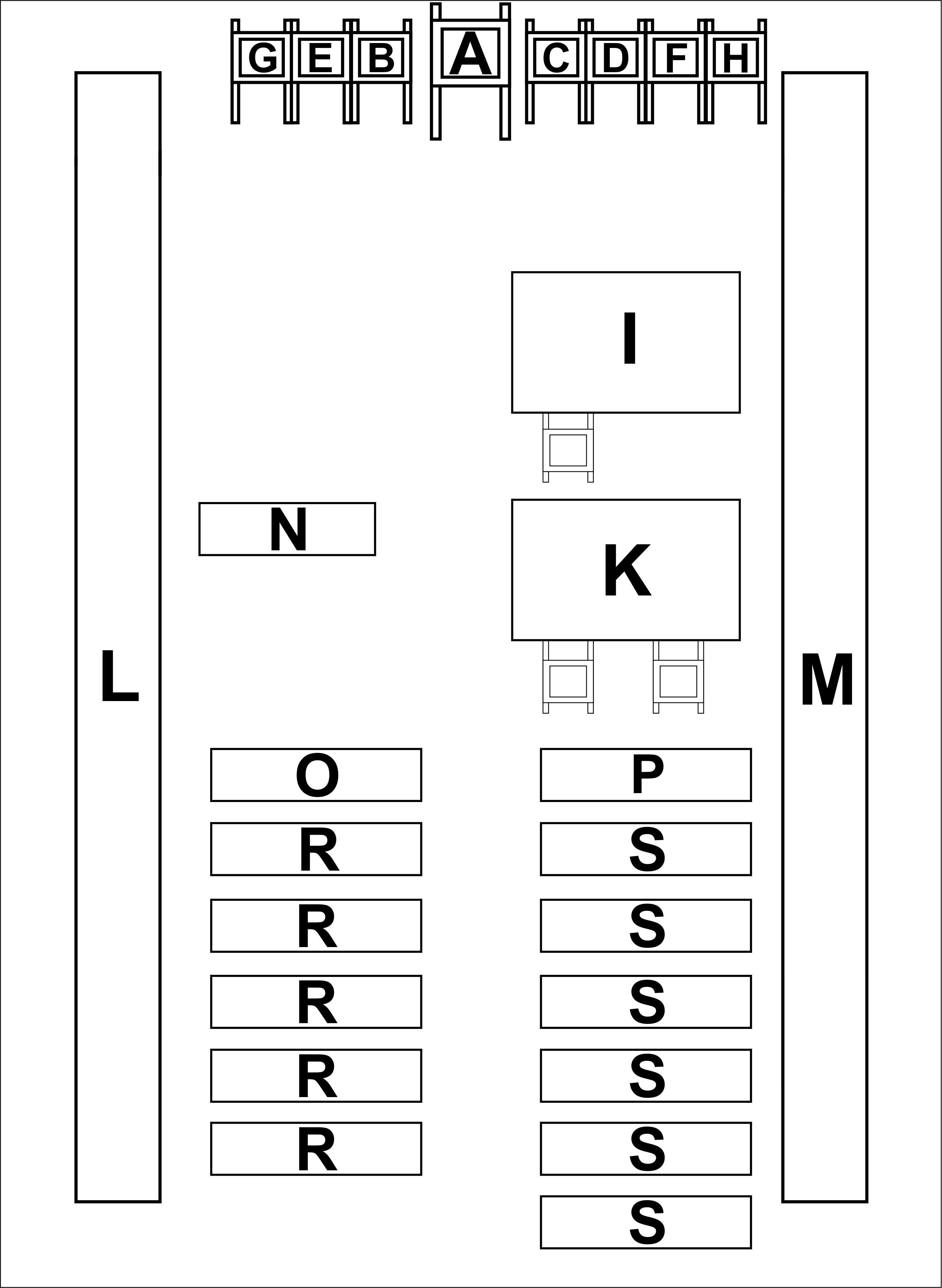
Plan sali ogólnej sejmu A:Cesarz lub jego pełnomocnik; B:Moguncja; C:Trewir; D:Kolonia; E:Czechy; F:Saksonia; G:Brandenburgia; H:Palatynat; I:Biuro kolegium elektorskiego; K:Biuro kolegium książęcego; L:Ława książąt duchownych; M:Ława książąt świeckich; N:Ława książąt zeświecczonych; O: „Adjuncti et secundarii” książąt duchownych; P: „Adjuncti et secundarii” elektorów i książąt duchownych; R:Miejsca dla sekretarzy duchownych; S:Miejsca dla sekretarzy świeckich

### Kompetencje
Zasada, iż właściwie każdą decyzję cesarza musi zatwierdzić Sejm, utrwaliła się już w czasach zamętu Wielkiego Bezkrólewia. Złota Bulla Karola IV w 1356 jeszcze bardziej rozdrobniła prerogatywy monarsze, nadając elektorom prawo majestatu, przez co byli traktowani jak królowie, a ich księstwa stały się niepodzielne. Ponadto ludność księstw elektorskich traciła prawo apelacji do cesarza, a sami elektorowie mogli zawetować każdą decyzję cesarską, jeszcze zanim trafiła pod obrady Sejmu. Kompetencje Sejmu rosły systematycznie od XV wieku. Sejm brał udział w uchwalaniu ustaw – Reichsabschied. Każda kuria głosowała nad projektem osobno. Aby nabrał on mocy ustawy, musiał zostać uchwalony w jednakowym brzmieniu w trzech kuriach i zostać podpisany przez cesarza. Cesarz utracił prawo do uchwalania ustaw bez zgody Sejmu. W XVI i XVII w. doszło do kolejnych ograniczeń władzy królewsko-cesarskiej. W połowie XVI wieku książęta sprzeciwili się pobieraniu przez cesarza stałych podatków bez ich zgody; odtąd cesarz zbierał podatki tylko w miastach cesarskich, od rycerzy cesarskich (wasali nie będących książętami) oraz od Żydów. W 1570, kiedy wobec zagrożenia tureckiego Maksymilian II Habsburg usiłował przeprowadzić reformę systemu obronnego Rzeszy, Sejm odebrał cesarzowi najwyższą władzę w sprawach wojskowych. W 1644 Ferdynand III Habsburg, licząc na poparcie swoich wasali w trakcie rokowań pokojowych z Francją i Szwecją, zezwolił książętom na zawieranie własnych przymierzy, wypowiadanie wojen i zawieranie pokoju. Akt ten potwierdził potem pokój westfalski w 1648. Za panowania Ferdynanda III w 1653 Sejm zakazał cesarzowi nadawania nowym podmiotom politycznym praw stanu Rzeszy bez zgody odpowiedniej kurii sejmowej (elektorów, książąt). W 1664 Leopold I jako ostatni cesarz rzymski w dziejach I Rzeszy pojawił się osobiście na obradach.
Ostatni raz Sejm zebrał się w 1803, gdy Rzesza Niemiecka znalazła się pod hegemonią Napoleona Bonaparte. Kierowany przez jego sojusznika, arcybiskupa Moguncji Karola Teodora Dalberga, Sejm przeprowadził liczne reformy, głównie mechaniczną likwidację większości małych państewek niemieckich. Jednocześnie przyznano nowe tytuły elektorskie (Hesja-Kassel, Wirtembergia, Badenia i Salzburg).

### Procedura legislacyjna
Kurie na wspólnym posiedzeniu wysłuchiwały tzw. propozycji cesarskiej, zgłaszanej do końca XV wieku przez samego cesarza, a następnie przez jego pełnomocnika. Następnie obrady toczyły się oddzielnie w każdej kurii. Głosowanie odbywało się viritim lub kurialnie. Kurialnie głosowali hrabiowie i biskupi. Kuria miast, mimo uzyskania w 1648 pełnych praw kurii, dopuszczona była do głosowania dopiero po uzgodnieniu stanowisk obu pozostałych gremiów. Uchwały w postaci recessus imperii (Reichsabschied) po przyjęciu w głosowaniu przez wszystkie kurie otrzymywały sankcję cesarską. Ostatnią taką sankcję cesarz wydał w latach 1653–1654 na pierwszym sejmie zwołanym po zawarciu pokoju westfalskiego. Od 1664 (moment, kiedy Sejm zaczął działać permanentnie) sankcja cesarska nie była już konieczna dla ważności uchwał.

### Struktura
Od 1489 Sejm ostatecznie ukształtował się jako ciało składające się z trzech kurii. Były to: kuria elektorów, kuria książąt (w jej skład wchodzili wszyscy wasale cesarza: książęta, hrabiowie, biskupi) oraz kuria miast, która aż do 1582 dysponowała jedynie głosem doradczym. Prawa do zasiadania w Sejmie nie mieli hrabiowie obdarzeni tymi tytułami przez książąt, ani miasta przez nich założone. Arcybiskup Moguncji jako przewodniczący kurii elektorów przewodniczył formalnie całemu Sejmowi.

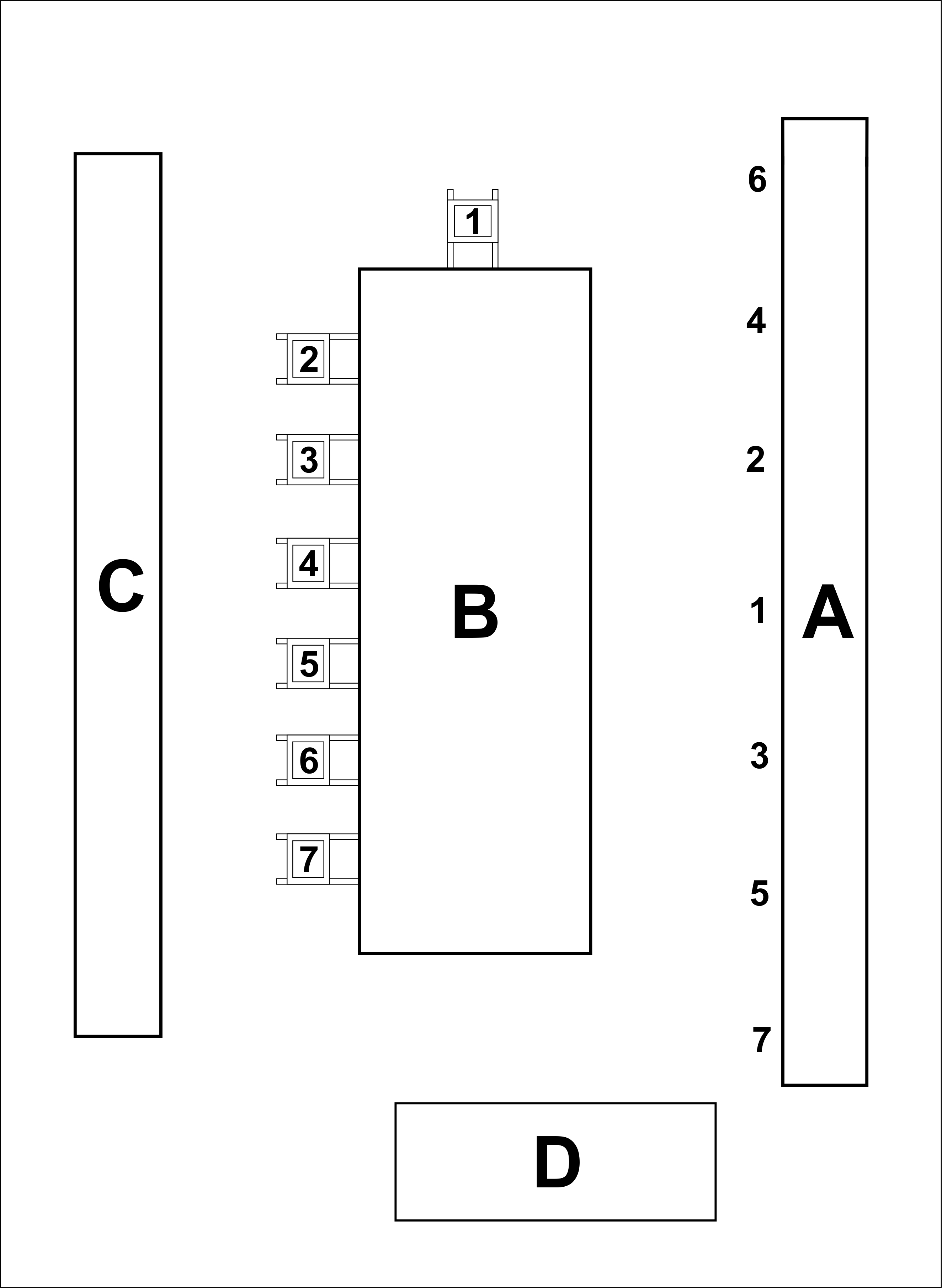
Plan sali posiedzeń kurii elektorów
A:Stół posłów lub pełnomocników elektorów zasiadających w ustalonej kolejności: 1:Moguncja; 2:Trewir; 3:Kolonia; 4:Czechy; 5:Saksonia; 6:Brandenburgia; 7:Palatynat; B:Stół wyborczy; C:Ława posłów dodatkowych; D:Ława sekretarzy.

#### Kuria elektorów
W skład kurii wchodzili książęta elektorzy, którzy posiadali m.in. prawo wyboru cesarza. Liczba elektorów ulegała zmianom na przestrzeni lat. Początkowo, zgodnie z ustaleniami Złotej Bulli Karola IV, w kolegium elektorskim zasiadali:
- arcybiskup Moguncji, arcykanclerz Rzeszy;
- arcybiskup Kolonii, arcykanclerz Włoch;
- arcybiskup Trewiru, arcykanclerz Burgundii;

- król czeski, arcypodczaszy Rzeszy;
- książę saski, arcymarszałek Rzeszy;
- margrabia brandenburski, arcykomornik Rzeszy;
- hrabia palatyn Palatynatu Reńskiego, arcystolnik Rzeszy.

Liczba wzrosła do ośmiu, kiedy w 1623 roku książę Bawarii przejął wyborczą godność hrabiego Palatynatu, a hrabia Palatynatu z kolei odzyskał jednak osobny głos w kolegium elektorów, zgodnie z podpisanym w 1648 pokojem westfalskim, obejmując nowy urząd arcyskarbnika. W 1692 został obdarzony tytułem arcychorążego Rzeszy i funkcją dziewiątego księcia elektora książę Hanoweru (Brunszwiku-Lüneburga) podczas wojny dziewięcioletniej. W 1777 zmarł natomiast bezdzietnie elektor bawarski Maksymilian III Józef, a Bawarię zajął palatyn reński Karol IV Teodor. Nie otrzymał on jednak tym samym dwóch głosów elektorskich.

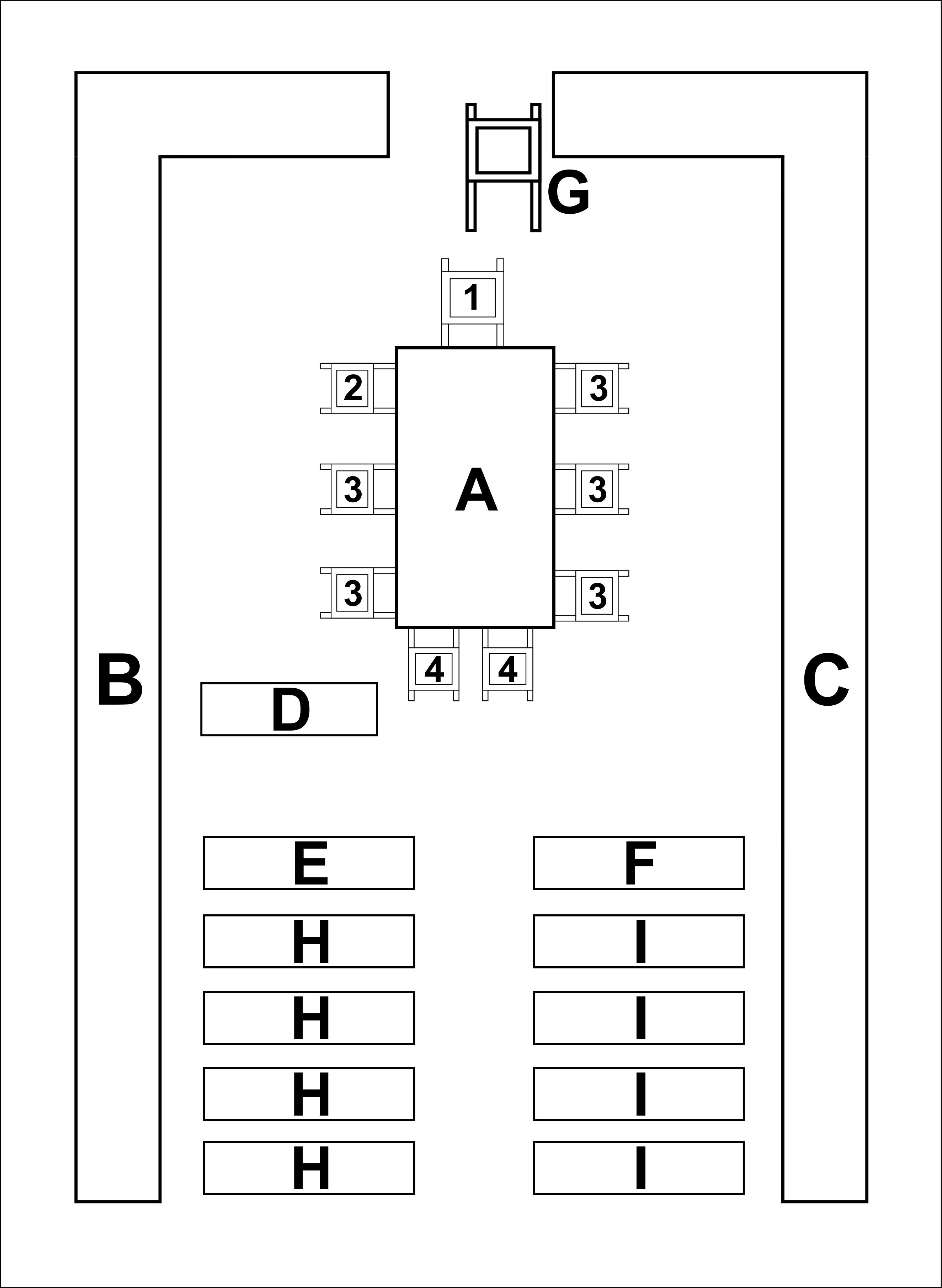
Plan sali posiedzeń kurii książąt
A: Stół prezydialny: 1: krzesło pierwszego delegata „directorii agentis” (w późniejszym okresie tylko Austrii); 2: krzesło pierwszego delegata „directorii quiescentis” (od XVII w. arc. Salzburga); 3: krzesła doradców dyrektorialnych; krzesła sekretarzy;
B: Ława duchownych;
C: Ława świecka;
D: Ława zeświecczonych;
E: „Secundarii” duchownych;
F: „Secundarii” świeckich;
G: Fotel marszałka cesarstwa;
H: Ławy sekretarzy duchownych;
I: Ławy sekretarzy świeckich.

#### Kuria książąt
Do kurii książąt należeli książęta Rzeszy świeccy: hrabiowie, baronowie, i duchowni: arcybiskupi, biskupi, opaci i prałaci Rzeszy. Łącznie ta grupa liczyła około 260 osób, ale dominującą rolę odgrywało w niej około 70 książąt. W miarę rozdrabniania posiadłości na skutek podziałów rodzinnych i sukcesji liczba głosujących wzrastała, lub też, co nie było rzadkością, głosy wymarłej linii rodu przysługiwały zwyczajowo innemu żyjącemu przedstawicielowi rodu. Przez to często dochodziło do kumulacji kilku głosów w jednych rękach. Obradami przewodniczyli wymiennie książęta posiadający pierwszeństwo spośród pozostałych. Pierwszeństwo w kurii mieli tradycyjnie:
- arcyksiążę Austrii
- książę Burgundii

Pierwszeństwo wśród duchownych członków kurii mieli:
- arcybiskup Magdeburga, a od 1648 –  arcybiskup Salzburga.
- arcybiskup Besançon

Pierwszeństwo wśród świeckich członków kurii miał:

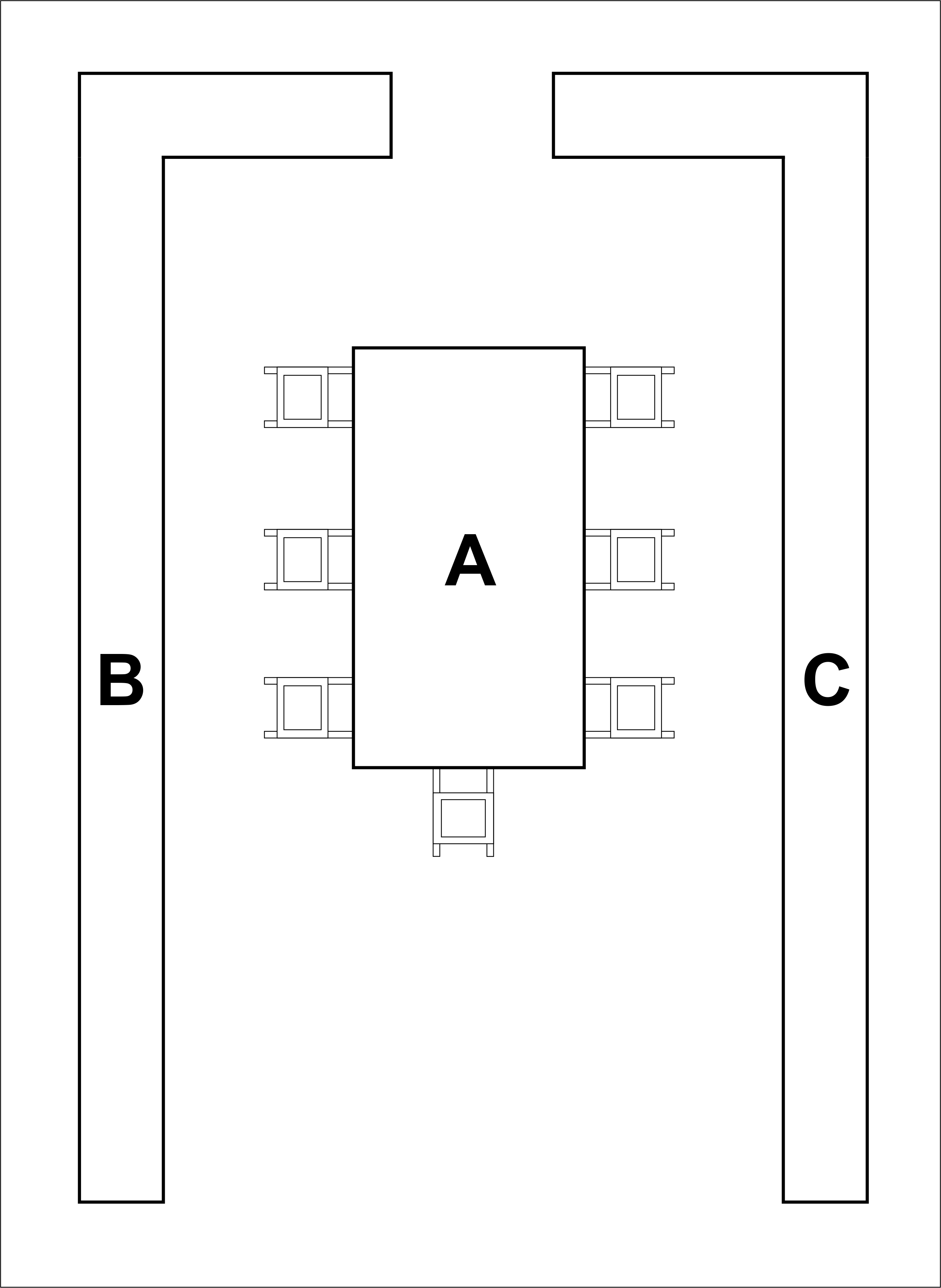
Plan sali posiedzeń kurii miast
A:Stół prezydialny; B:Ława miast nadreńskich; C:Ława miast szwabskich.

- książę Bawarii

#### Kuria miast
Osobną kurię tworzyli przedstawiciele Wolnych miast Rzeszy. Kuria powstała w 1489, przyczyniając się znacznie do rozwoju sejmu jako instytucji politycznej, posiadała jednak wyłącznie kompetencje doradcze. Pełne prawa kurii otrzymała dopiero w 1582. Kolegium przewodniczył przedstawiciel miasta, w którym odbywał się Sejm, od 1663 gremium przewodniczył przedstawiciel Ratyzbony. Kuria podzielona była na ławę szwabską i ławę reńską. Miastom szwabskim przewodziła Norymberga, Augsburg i Ratyzbona, natomiast miastom reńskim Kolonia, Akwizgran i Frankfurt. W 1521 miast reprezentowanych na Sejmie było 86.
Miasta na Sejmie w 1792:

#### Ława reńska
- Kolonia
- Akwizgran
- Lubeka
- Wormacja
- Spira
- Frankfurt nad Menem
- Goslar
- Brema
- Hamburg
- Mühlhausen
- Nordhausen
- Dortmund
- Friedberg
- Wetzlar

#### Ława szwabska
- Ratyzbona
- Augsburg
- Norymberga
- Ulm
- Esslingen am Neckar
- Reutlingen
- Nördlingen
- Rothenburg ob der Tauber
- Schwäbisch Hall
- Rottweil
- Überlingen
- Heilbronn
- Schwäbisch Gmünd
- Memmingen
- Lindau
- Dinkelsbühl
- Biberach an der Riß
- Ravensburg
- Schweinfurt
- Kempten
- Windsheim
- Kaufbeuren
- Weil
- Wangen im Allgäu
- Isny im Allgäu
- Pfullendorf
- Offenburg
- Leutkirch im Allgäu
- Wimpfen
- Weißenburg
- Giengen
- Gengenbach
- Zell am Harmersbach
- Buchhorn
- Aalen
- Buchau
- Bopfingen

### Sejm Nieustający
W 1663 postanowiono, że Sejm, złożony z reprezentantów cesarza, książąt i miast, będzie obradował bez przerwy w Ratyzbonie jako tzw. Deputacja Rzeszy, zwana też Nieustającym Sejmem Świętego Cesarstwa Rzymskiego (niem. Immerwährender Reichstag des Heiligen Römischen Reiches). Posiedzenia odbywały się w Sali Rzeszy (niem. Reichsaal) w starym ratuszu Ratyzbony. Uczestniczyli w nim delegaci z całej Europy – cesarz był reprezentowany przez cesarskich komisarzy głównych (niem. Prinzipalkomissar).
Lista komisarzy głównych:
| Lp. | Komisarz główny                                         | Lata życia | Okres sprawowania urzędu |
| --- | ------------------------------------------------------- | ---------- | ------------------------ |
| 1   | Guidobald von Thun, arcybiskup Salzburga                | 1616–1668  | 1663–1668                |
| 2   | David Ungnad von Weißenwolf                             | 1600–1672  | 1668                     |
| 3   | Marquard Schenk von Castell, biskup Eichstätt           | 1605–1685  | 1668–1685                |
| 4   | Sebastian von Pötting, biskup Pasawy                    | 1628–1689  | 1685–1687                |
| 5   | Hermann von Baden-Baden                                 | 1628–1691  | 1688–1691                |
| 6   | Ferdinand August von Lobkowitz, książę żagański         | 1655–1715  | 1692–1700                |
| 7   | kard. Johann Philipp Lamberg, biskup Pasawy             | 1652–1712  | 1700–1712                |
| 8   | Maximilian Karl von Löwenstein-Wertheim-Rochefort       | 1656–1718  | 1712–1716                |
| 9   | kard. Christian August von Sachsen-Zeitz, prymas Węgier | 1666–1725  | 1716–1725                |
| 10  | Frobenius Ferdinand zu Fürstenberg-Meßkirch             | 1664–1741  | 1726–1735                |
| 11  | Joseph Wilhelm zu Fürstenberg-Stühlingen                | 1699–1762  | 1735–1741                |
| 12  | Alexander Ferdinand von Thurn und Taxis                 | 1704–1773  | 1741–1745                |
| 13  | Joseph Wilhelm zu Fürstenberg-Stühlingen                | 1699–1762  | 1745–1748                |
| 14  | Alexander Ferdinand von Thurn und Taxis                 | 1704–1773  | 1748–1773 (ponownie)     |
| 15  | Karl Anselm von Thurn und Taxis                         | 1733–1805  | 1773–1797                |
| 16  | Karl Alexander von Thurn und Taxis                      | 1770–1827  | 1797–1806                |

## Lista zjazdów cesarskich oraz Sejmów Rzeszy
| Rok       | Miejsce                                                                      | Władca                            | Temat zebrania i uwagi |
| --------- | ---------------------------------------------------------------------------- | --------------------------------- | --- |
| 754       | Quierzy                                                                      | Pepin Krótki                      | Utworzenie Państwa Kościelnego. |
| 764       | Wormacja                                                                     | Pepin Krótki                      | |
| 772       | Wormacja                                                                     | Karol Wielki                      | |
| 776       | ?                                                                            | Karol Wielki                      | |
| 777       | Paderborn                                                                    | Karol Wielki                      | Pierwszy sejm w sprawie Sasów. |
| 781       |                                                                              | Karol Wielki                      | |
| 782       | Bad Lippspringe                                                              | Karol Wielki                      | |
| 784       |                                                                              | Karol Wielki                      | |
| 786       | Wormacja                                                                     | Karol Wielki                      | |
| 787       | Wormacja                                                                     | Karol Wielki                      | |
| 788       | Ingelheim am Rhein                                                           | Karol Wielki                      | Obalenie księcia bawarskiego Tassilona III. |
| 790       | Wormacja                                                                     | Karol Wielki                      | |
| 799       | Paderborn                                                                    | Karol Wielki                      | |
| 806       | Diedenhofen                                                                  | Karol Wielki                      | Podział cesarstwa pomiędzy Pepina, Karola Młodszego i Ludwika Pobożnego. |
| 817       | Akwizgran                                                                    | Ludwik I Pobożny                  | |
| 819       | Ingelheim                                                                    | Ludwik I Pobożny                  | |
| 826       | ?                                                                            | Ludwik I Pobożny                  | |
| 828       | Ingelheim am Rhein                                                           | Ludwik I Pobożny                  | |
| 829       | Wormacja                                                                     | Ludwik I Pobożny                  | |
| 830       | Compiègne                                                                    | Lotar I                           | |
| 830       | Nimwegen                                                                     | Ludwik I Pobożny                  | |
| 831       | Akwizgran                                                                    | Ludwik I Pobożny                  | |
| 833       | Compiègne                                                                    | Lotar I                           | |
| 835       | Diedenhofen                                                                  | Ludwik I Pobożny                  | |
| 838       | Spira                                                                        | Ludwik I Pobożny                  | |
| 838       | Nimwegen                                                                     | Ludwik I Pobożny                  | |
| 839       | Ingelheim                                                                    | Ludwik I Pobożny                  | |
| 845       | Ratyzbona                                                                    | Ludwik II Niemiecki               | |
| 857       | Wormacja                                                                     | Ludwik II Niemiecki               | |
| 862       | ?                                                                            | Ludwik II Niemiecki               | |
| 868       | Wormacja                                                                     | Ludwik II Niemiecki               | |
| 872       | Forchheim                                                                    | Ludwik II Niemiecki               | |
| 874       | Forchheim                                                                    | Ludwik II Niemiecki               | Dyskusja i regulacje dotyczące dziedziczenia tronu. |
| 881       |                                                                              | Karol III Gruby                   | |
| 882       | Wormacja                                                                     | Karol III Gruby                   | |
| 884       | Wormacja                                                                     | Karol III Gruby                   | |
| 885       | ?                                                                            | Karol III Gruby                   | |
| 887       | Trebur                                                                       | Karol III Gruby                   | |
| 889       | Forchheim                                                                    | Arnulf z Karyntii                 | |
| 892       | Forchheim                                                                    | Arnulf z Karyntii                 | Przygotowanie do wojny przeciwko Słowianom. |
| 894       | Ratyzbona                                                                    | Arnulf z Karyntii                 | |
| 895       | Trebur                                                                       | Arnulf z Karyntii                 | |
| 896       | Forchheim                                                                    | Arnulf z Karyntii                 | |
| 900       | Forchheim                                                                    | Ludwik Dziecię                    | Uznanie Ludwika Dziecię za króla. |
| 903       | Forchheim                                                                    | Ludwik Dziecię                    | |
| 906       | Trebur                                                                       | Ludwik Dziecię                    | |
| 907       | Forchheim                                                                    | Ludwik Dziecię                    | Dyskusja na temat najazdów Węgrów. |
| 907       | Fürth (?)                                                                    | Ludwik Dziecię                    | |
| 911       | Forchheim                                                                    | –                                 | Wybór Konrada I na króla. |
| 914       | Forchheim                                                                    | Konrad I                          | Wojna przeciwko Arnulfowi z Bawarii. |
| 919       | Fritzlar                                                                     | –                                 | Wybór Henryka I na króla. |
| 926       | Wormacja                                                                     | Henryk I Ptasznik                 | |
| 938       | Steele (obecnie w Essen)                                                     | Otton I Wielki                    | |
| 952       | Nad rzeką Lech w okolicach Augsburga                                         | Otton I Wielki                    | |
| 953       | Akwizgran                                                                    | Otton I Wielki                    | |
| 954       | Arnstadt                                                                     | Otton I Wielki                    | |
| 961       | Forchheim                                                                    | Otton I Wielki                    | |
| 967       | Rawenna                                                                      | Otton II                          | |
| 972       | Quedlinburg                                                                  | Otton II                          | |
| 973       | Quedlinburg                                                                  | Otton II                          | |
| 975       | Weimar                                                                       | Otton II                          | |
| 976       | Ratyzbona                                                                    | Otton II                          | |
| 978       | Dortmund                                                                     | Otton II                          | Wojna przeciwko Francji. |
| 980       | Akwizgran                                                                    | Otton II                          | |
| 983       | Werona                                                                       | –                                 | Wybór Ottona III na króla |
| 984       | Rohr                                                                         | Cesarzowa Teofano w imieniu syna  | |
| 985       | Frankfurt                                                                    | Cesarzowa Teofano/Otton III       | Zakończenie buntu księcia Bawarii Henryk II Kłótnika. |
| 991       | Quedlinburg                                                                  | Otton III                         | |
| 993       | Dortmund                                                                     | Otton III                         | |
| 995       | Sohlingen                                                                    | Otton III                         | Objęcie samodzielnych rządów przez cesarza Ottona III. |
| 996       | Nimwegen                                                                     | Otton III                         | |
| 1007      | Frankfurt                                                                    | Henryk II Święty                  | |
| 1016      | Frankfurt                                                                    | Henryk II Święty                  | |
| 1017      | Akwizgran                                                                    | Henryk II Święty                  | |
| 1022      | Akwizgran                                                                    | Henryk II Święty                  | |
| 1024      | Akwizgran                                                                    | Konrad II                         | |
| 1028      | Akwizgran                                                                    | Konrad II                         | |
| 1030      | Minden                                                                       | Konrad II                         | |
| 1053      | Trebur                                                                       | Henryk III                        | |
| 1064      | Akwizgran                                                                    | Henryk IV                         | |
| 1066      | Trebur                                                                       | Henryk IV                         | |
| 1076      | Wormacja                                                                     | Henryk IV                         | |
| 1077      | Augsburg                                                                     | Henryk IV                         | |
| 1084      | Akwizgran                                                                    | Henryk IV                         | |
| 1098      | Moguncja                                                                     | Henryk IV                         | |
| 1099      | Akwizgran                                                                    | Henryk IV                         | |
| 1105      | Ingelheim                                                                    | Henryk IV                         | Wymuszenie abdykacji cesarza Henryka IV. |
| 1119      | Trebur                                                                       | Henryk IV                         | |
| 1122      | Wormacja                                                                     | Henryk V                          | Konkordat wormacki |
| 1126      | Spira                                                                        | Henryk V                          | |
| 1131      | Akwizgran                                                                    | Lotar III                         | |
| 1132      | Akwizgran                                                                    | Lotar III                         | |
| 1146      | Spira                                                                        | Konrad III                        | Decyzja o uczestnictwie w II krucjacie. |
| 1147      | Frankfurt                                                                    | Konrad III                        | |
| 1152      | Dortmund/Merseburg                                                           | Fryderyk I Barbarossa             | |
| 1154      | Goslar                                                                       | Fryderyk I Barbarossa             | |
| 1156      | Ratyzbona                                                                    | Fryderyk I Barbarossa             | Sejm zwołany by załagodzić spór pomiędzy rodem Welfów i Babenbergów. Wydanie Privilegium Minus. |
| 1157      | Besançon                                                                     | Fryderyk I Barbarossa             | Odczytanie listu od papieża przez kardynała Rolanda, w której zwarte były tezy, iż wręczenie cesarskiej korony leży w wyłącznej gestii papieża. List wywołał oburzenie wśród książąt niemieckich. |
| 1158      | Augsburg                                                                     | Fryderyk I Barbarossa             | |
| 1158      | W okolicach Piacenzy                                                         | Fryderyk I Barbarossa             | |
| 1165      | Würzburg                                                                     | Fryderyk I Barbarossa             | |
| 1165      | Akwizgran                                                                    | Fryderyk I Barbarossa             | |
| 1168      | Bamberg                                                                      | Fryderyk I Barbarossa / Henryk VI | |
| 1173      | Goslar                                                                       | Fryderyk I Barbarossa             | |
| 1174      | Akwizgran                                                                    | Fryderyk I Barbarossa             | |
| 1178      | Spira                                                                        | Fryderyk I Barbarossa             | Spór cesarza z Henrykiem Lwem. |
| 1179      | Magdeburg                                                                    | Fryderyk I Barbarossa             | Spór cesarza z Henrykiem Lwem. |
| 1180      | Würzburg                                                                     | Fryderyk I Barbarossa             | |
| 1180      | Gelnhausen                                                                   | Fryderyk I Barbarossa             | |
| 1181      | Erfurt                                                                       | Henryk VI                         | Wygnanie Henryka Lwa. |
| 1183      | Wormacja                                                                     | Fryderyk I Barbarossa             | |
| 1183      | Erfurt                                                                       | Fryderyk I Barbarossa             | |
| 1184      | Moguncja                                                                     | Fryderyk I Barbarossa             | |
| 1186      | Gelnhausen                                                                   | Fryderyk I Barbarossa             | Informacja o konflikcie z papieżem Urbanem III. |
| 1187      | Wormacja                                                                     | Fryderyk I Barbarossa             | |
| 1188      | Moguncja                                                                     | Henryk VI                         | |
| 1190      | Schwäbisch Hall                                                              | Henryk VI                         | |
| 1193      | Spira                                                                        | Henryk VI                         | |
| 1195      | Gelnhausen                                                                   | Henryk VI                         | |
| 1196      | Frankfurt                                                                    | Henryk VI                         | |
| 1204      | Akwizgran                                                                    | Filip Szwabski                    | |
| 1205      | Spira                                                                        | Filip Szwabski                    | |
| 1209      | Würzburg                                                                     | Otton IV                          | |
| 1213      | Spira                                                                        | Fryderyk II                       | |
| 1213      | Cheb                                                                         | Fryderyk II                       | Wydanie tzw. Złotej Bulli z Chebu. |
| 1222      | Akwizgran                                                                    | Fryderyk II                       | |
| 1227      | Akwizgran                                                                    | Fryderyk II                       | |
| 1231      | Wormacja                                                                     | Henryk VII                        | |
| 1232      | Akwileja                                                                     | Henryk VII                        | |
| 1234      | Frankfurt                                                                    | Henryk VII                        | |
| 1235      | Moguncja                                                                     | Fryderyk II                       | |
| 1273      | Spira                                                                        | Rudolf I                          | |
| 1287      | Würzburg                                                                     | Adolf z Nassau                    | |
| 1309      | Spira                                                                        | Henryk VII Luksemburski           | |
| 1323      | Norymberga                                                                   | Ludwik IV Bawarski                | |
| 1338      | Frankfurt                                                                    | Ludwik IV Bawarski                | |
| 1338      | Koblencja                                                                    | Ludwik IV Bawarski                | |
| 1349      | Spira                                                                        | Karol IV Luksemburski             | |
| 1356      | Norymberga                                                                   | Karol IV Luksemburski             | Wydanie Złotej Bulli. |
| 1356      | Metz                                                                         | Karol IV Luksemburski             | Wydanie Złotej Bulli. |
| 1379      | Frankfurt                                                                    | Wacław IV Luksemburski            | |
| 1380      | Akwizgran                                                                    | Wacław IV Luksemburski            | |
| 1384      | Spira                                                                        | Wacław IV Luksemburski            | |
| 1389      | Cheb                                                                         | Wacław IV Luksemburski            | Pokój ziemski w Chebie |
| 1408      | Konstancja?                                                                  | Ruprecht z Palatynatu             | |
| 1414      | Spira                                                                        | Zygmunt Luksemburski              | |
| 1420      | Wrocław                                                                      | Zygmunt Luksemburski              | Decyzja o I krucjacie antyhusyckiej. |
| 1421      | Obserwesel                                                                   | Zygmunt Luksemburski              | Decyzja o II krucjacie antyhusyckiej. |
| 1422      | Norymberga                                                                   | Zygmunt Luksemburski              | Decyzja o III krucjacie antyhusyckiej. |
| 1425      | Wiedeń                                                                       | Zygmunt Luksemburski              | |
| 1426      | Wiedeń                                                                       | Zygmunt Luksemburski              | |
| 1427      | Frankfurt                                                                    | Zygmunt Luksemburski              | Decyzja o IV krucjacie antyhusyckiej. |
| 1431      | Norymberga                                                                   | Zygmunt Luksemburski              | |
| 1433      | Bazylea                                                                      | Zygmunt Luksemburski              | |
| 1444      | Spira                                                                        | Fryderyk III                      | |
| 1453      | Ratyzbona                                                                    | Fryderyk III                      | |
| 1454      | Frankfurt                                                                    | Fryderyk III                      | |
| 1460      | Wiedeń                                                                       | Fryderyk III                      | |
| 1466      | Norymberga                                                                   | Fryderyk III                      | |
| 1467      | Norymberga                                                                   | Fryderyk III                      | |
| 1469      | Ratyzbona                                                                    | Fryderyk III                      | |
| 1470      | Norymberga                                                                   | Fryderyk III                      | |
| 1471      | Ratyzbona                                                                    | Fryderyk III                      | |
| 1474      | Augsburg                                                                     | Fryderyk III                      | |
| 1486      | Frankfurt                                                                    | Fryderyk III                      | |
| 1487      | Spira                                                                        | Fryderyk III                      | |
| 1487      | Norymberga                                                                   | Fryderyk III                      | |
| 1488      | Esslingen                                                                    | Fryderyk III                      | Utworzenie Ligi szwabskiej. |
| 1491      | Norymberga                                                                   | Maksymilian I                     | |
| 1493      | Colmar                                                                       | Maksymilian I                     | |
| 1495      | Wormacja                                                                     | Maksymilian I                     | Ustanowienie Sądu Kameralnego Rzeszy. |
| 1496/97   | Lindau                                                                       | Maksymilian I                     | |
| 1497/98   | Fryburg Bryzgowijski                                                         | Maksymilian I                     | |
| 1500      | Augsburg                                                                     | Maksymilian I                     | Maksymilian I ogłasza Cyganów zagrożeniem dla chrześcijaństwa. Utworzenie 6 okręgów Rzeszy. |
| 1505      | Kolonia                                                                      | Maksymilian I                     | Sejm przyznał Maksymilianowi pieniądze i posiłki na działania wojenne na Węgrzech. |
| 1507      | Konstancja                                                                   | Maksymilian I                     | Sejm uchwalił, że Sąd Kameralny będzie działał na stałe jako najwyższy sąd odwoławczy Cesarstwa, ustanowił też stały podatek na działalność owej instytucji. Sejm przyznał Maksymilianowi I wsparcie na wyprawę do Włoch. |
| 1509      | Wormacja                                                                     | Maksymilian I                     | |
| 1512      | Trewir/Kolonia                                                               | Maksymilian I                     | Utworzenie dalszych 4 okręgów Rzeszy |
| 1518      | Augsburg                                                                     | Maksymilian I                     | Cesarz próbował znowu przygotować wyprawę przeciw Turkom, jednak książęta nie zgodzili się na nowe podatki, ponieważ pomysł obciążenia Niemiec kosztami planowanej wojny zgłaszał papież Leon X, co godziło w niezależność Cesarstwa od Papiestwa. |
| 1521      | Wormacja                                                                     | Karol V                           | Edykt wormacki |
| 1522      | Norymberga I                                                                 | Karol V                           | |
| 1522/23   | Norymberga II                                                                | Karol V                           | |
| 1524      | Norymberga III                                                               | Karol V                           | |
| 1525      | Augsburg                                                                     | Karol V                           | |
| 1526      | Spira I                                                                      | Karol V                           | Potwierdzono Edykt wormacki. Zdecydowano również o umieszczeniu w Spirze siedziby Sądu Kameralnego Rzeszy (Reichskammergericht), który znajdował się tu do 1689 roku. Zobacz też: Sejm Rzeszy w Spirze. |
| 1529      | Spira II                                                                     | Karol V                           | W czasie tego sejmu podjęto uchwałę zabraniającą przechodzenia na luteranizm, przeciwko niemu zaprotestowało sześć księstw i 14 miast. Od tego wydarzenia zwolenników reformacji nazywa się protestantami. Zobacz też: Sejm Rzeszy w Spirze. |
| 1530      | Augsburg                                                                     | Karol V                           | |
| 1532      | Ratyzbona                                                                    | Ferdynand I                       | Wydanie Constitutio Criminalis Carolina |
| 1541      | Ratyzbona                                                                    | Karol V                           | |
| 1542      | Spira                                                                        | Karol V                           | Głównym tematem tego sejmu był konflikt z imperium osmańskim oraz zebranie środków na wojnę z nim. Podjęto decyzje dotyczące wprowadzenia podatku przeznaczonego na cele wojskowe, wprowadzono zakaz zasiadania w Sądzie Kameralnym Rzeszy duchownych. Zobacz też: Sejm Rzeszy w Spirze. |
| 1542      | Norymberga                                                                   | Karol V                           | |
| 1543      | Norymberga                                                                   | Karol V                           | |
| 1544      | Spira                                                                        | Karol V                           | W obradach uczestniczył sam cesarz Karol V Habsburg. Sejm podjął decyzję o kontynuowaniu wojny z imperium osmańskim oraz z królem Francji Franciszkiem I Walezjuszem. Zobacz też: Sejm Rzeszy w Spirze. |
| 1545      | Wormacja                                                                     | Karol V                           | |
| 1546      | Ratyzbona                                                                    | Karol V                           | |
| 1548      | Augsburg                                                                     | Karol V                           | Interim augsburskie |
| 1550/51   | Augsburg                                                                     | Karol V                           | |
| 1555      | Augsburg                                                                     | Karol V                           | Pokój augsburski |
| 1556/57   | Ratyzbona                                                                    | Ferdynand I                       | |
| 1559      | Augsburg                                                                     | Ferdynand I                       | |
| 1566      | Augsburg                                                                     | Maksymilian II                    | |
| 1567      | Ratyzbona                                                                    | Maksymilian II                    | |
| 1570      | Spira                                                                        | Maksymilian II                    | Głównym tematem sejmu była reforma Rzeszy, zwiększenie obronności cesarstwa, zwłaszcza wschodnich granic. Podjęto również uchwałę, na mocy której drukarnie mogły funkcjonować jedynie w wolnych miastach Rzeszy oraz miastach uniwersyteckich. Sejm zdecydował również o zwrocie części ziemi skonfiskowanej elektora Jana Fryderyka II Saksonii, dla jego dzieci: Jan Kazimierz otrzymał obszar Coburg, a Jan Ernest otrzymał obszar Eisenach. Sejm zgodziła się również na traktat, wedle którego król Jan II Zygmunt Zápolya abdykował z tronu Węgier na rzecz cesarza Maksymiliana II. Jan stał się księciem Siedmiogrodu. Zobacz też: Sejm Rzeszy w Spirze. |
| 1576      | Ratyzbona                                                                    | Rudolf II                         | |
| 1582      | Augsburg                                                                     | Rudolf II                         | |
| 1594      | Ratyzbona                                                                    | Rudolf II                         | |
| 1597/98   | Ratyzbona                                                                    | Rudolf II                         | |
| 1603      | Ratyzbona                                                                    | Rudolf II                         | |
| 1608      | Ratyzbona                                                                    | Rudolf II                         | |
| 1613      | Ratyzbona                                                                    | Maciej                            | |
| 1640/41   | Ratyzbona                                                                    | Ferdynand III                     | |
| 1653/54   | Ratyzbona                                                                    | Ferdynand III                     | |
| 1663–1806 | w Sali Rzeszy (niem. Reichsaal) w ratyzbońskim ratuszu jako Sejm Nieustający | –                                 | |